# 야와카와 요시노부
야와카와 요시노부(일본어: 山吉樹ぶ)는 일본의 애니메이션 애니메이터, 감독, 캐릭터 디자이너이다.

## 생애
야마카와는 1968년 2월 9일 일본 도쿄에서 태어났다. 공과대학 기계공학과를 졸업했다.

## 작품

### TV 애니메이션
- 슬레이어즈
- 엑셀 사가
- 마술사 오펜
- 디지캐럿 뇨!
- 나나카 6/17
- 충사
- 첫사랑 한정
- 킬 미 베이비
- 리틀 버스터즈!
- 던전에서 만남을 추구하면 안 되는 걸까
- 앨리스와 조로쿠
- 고래의 아이들은 모래 위에서 노래한다
- 하이스코어 걸

하이 스코어 걸 시즌 2
- 사신 도련님과 검은 메이드

### 애니메이션 영화
- 디지캐럿

### 웹 애니메이션
- 무라이의 사랑